# Berengario I di Narbona
Berengario, Berenguer in catalano e Berenger in spagnolo (fine secolo X – 1067 circa), è stato un nobile franco, visconte di Narbona dal 1019/1023 fino alla sua morte.

## Origine
Berengario, sia secondo l'albero genealogico della Gran enciclopèdia catalana - vescomtat de Narbona, che secondo Thierry Stasser, nel suo La maison vicomtale de Narbonne aux Xe et XIe siècles, Annales du Midi era figlio del Visconte di Narbona, Raimondo I, e della moglie Riccarda di Rodez, che, che, ancora secondo Thierry Stasser, era figlia di Berengario Visconte di Millau e di Rouergue e della moglie
Raimondo I di Narbona, sia secondo l'albero genealogico della Gran enciclopèdia catalana - vescomtat de Narbona, che sempre secondo Thierry Stasser, era figlio del Visconte di Narbona, Matfredo, e della moglie Adelaide, che, era una nobildonna del X secolo figlia di genitori incerti:
- secondo lo storico francese specializzato nella genealogia dei personaggi dell’Antichità e dell'Alto Medioevo, Christian Settipani, era figlia del conte di Tolosa, duca di Settimania, conte di Nîmes e conte d'Albi, duca d'Aquitania e conte d'Alvernia, Raimondo Ponzio I di Tolosa e della moglie Garsenda di Guascogna[5],
- secondo lo storico e genealogista, ungherese, Szabolcs de Vajay, nel suo Estudios Genealogicos, Heraldicos Y Nobiliarios, era la figlia del Conte di Comminges, Arnaldo I[5].

## Biografia

La penisola iberica con a nord la marca di Spagna e Tolosa verso la metà del IX secolo

Di Berengario si hanno poche notizie.
Berengario, sia secondo l'albero genealogico della Gran enciclopèdia catalana - vescomtat de Narbona, che secondo Thierry Stasser, nel suo La maison vicomtale de Narbonne aux Xe et XIe siècles, Annales du Midi, viene citato come visconte di Narbona e come successore e figlio di Raimondo I e la Gran enciclopèdia catalana - Ramon I de Narbona conferma che fu visconte di Narbona.
Berengario lo troviamo citato, per la prima volta, nel documento n° 164, delle Preuves de l'Histoire générale de Languedoc: avec des notes et les pièces, Volume 5, datato 1005, inerente al testamento di suo zio, Ermengardo, arcivescovo di Narbona, in cui sua madre, Riccarda (Ricardis vicecomitissa) è esecutrice testamentaria mentre suo padre, Raimondo e Berengario (Raymundo vicecomiti et Berengario filio eius) e per il fratello Guglielmo (Willelmo nepoti meo) viene disposto un lascito.
Nel 1018, secondo la Gran enciclopèdia catalana - Ramon I de Narbona, suo padre, Raimondo, respinse un attacco dei Saraceni che sbarcarono vicino alla sua capitale e la assediarono. 

Ancora secondo la Gran enciclopèdia catalana - Ramon I de Narbona, Raimondo potrebbe essere morto in questa azione, e comunque era già morto nel 1023.

Berengario succedette al padre Raimondo I e, nel 1020, secondo il documento n° 179, delle Preuves de l'Histoire générale de Languedoc: avec des notes et les pièces, Volume 5, il visconte Berengario ricevette l'omaggio di un feudatario assieme alla madre, Riccarda e alla moglie, Garsenda (Berengarium vicecomitem filius qui fuit Richardis vicecomitissæ neque uxorem eius Garsindem).
Nel 1023, secondo il documento n° 180, delle Preuves de l'Histoire générale de Languedoc: avec des notes et les pièces, Volume 5, Berengario (Berengarius vicecomes) presiedette una udienza in Narbona.
Nel 1032, secondo il documento n° 199. I, delle Preuves de l'Histoire générale de Languedoc: avec des notes et les pièces, Volume 5, Berengario (Berengarius vicecomes) fece una donazione in suffragio dell'anima del padre, Raimondo, e dello zio, Ermengardo, arcivescovo di Narbona (patris mei Raimundi et avunculi mei Ermengaudi archiepiscopi), che fu sottoscritto dalla madre Riccarda dalla moglie, Garsenda e dal figlio, Raimondo (Ricardis vicecomitissæ matris eius, Garsindis uxoris eiusdem, Raimundi filii eorum).
Nel 1048, secondo il documento n° 227, delle Preuves de l'Histoire générale de Languedoc: avec des notes et les pièces, Volume 5, Berengario, con la moglie, Garsenda e i figli, Raimondo, Pietro e Bernardo(Berengarius praefatus vicecomes et uxor mea Garsindes filiique nostri Raymundus, Petrus et Bernardus) fece una donazione alla cattedrale di Narbona.
Nel 1050, secondo lo storico catalano Pròsper de Bofarull i Mascaró, il conte di Barcellona e Gerona, Raimondo Berengario I di Barcellona e la moglie Elisabetta (Raymundum comitem Barchinonensem et Elisabet comitssa) affidarono a Berengario (Berengarium vicecomitem Narbone) la contea di Tarragona (comitatu Terraconensis) in caso di riconquista.
Secondo la Gran enciclopèdia catalana - Ramon I de NarbonaBerengario cedette, in cambio di 150 once d'oro, il castello di Solterra e il feudo di Osor ai conti di Barcellona.
Nel 1051, secondo il documento n° 231, delle Preuves de l'Histoire générale de Languedoc: avec des notes et les pièces, Volume 5, Berengario, con il fratello, Bernardo (Berengarii vicecomitis, Bernardi archidiaconi) controfirmarono una donazione all'abbazia di Conques.
Nel 1067, secondo il documento n° 278, delle Preuves de l'Histoire générale de Languedoc: avec des notes et les pièces, Volume 5, Berengario, con la moglie, Garsenda (Berengarius vicecomes et uxor mea Garsindis) prestarono giuramento di fedeltà al conte di Barcellona e Gerona, Raimondo Berengario I di Barcellona (domno Raymundo Berengarii seniori nostro), ed i figli, Raimondo, Pietro e Bernardo (Raimundus Berengarii, Petrus Berengarii, Bernardus Berengarii filii eorum) sottoscrissero il documento.
Dopo questa data, Berengario non compare più in alcun documento.
A Berengario succedette, per poco tempo il figlio primogenito Raimondo, in quanto, già, nel 1068 compare citato senza il titolo di visconte, ma come figlio di Garsenda (Raymundus Berengarius filius Garsendis) nel documento n° 288, delle Preuves de l'Histoire générale de Languedoc: avec des notes et les pièces, Volume 5.

## Matrimonio e discendenza
Berengario, secondo il documento n° 179, delle Preuves de l'Histoire générale de Languedoc: avec des notes et les pièces, Volume 5, prima del 1020, aveva sposato Garsenda di Besalù, figlia di Toda di Provenza (Garsindem filia quæ fuit Totæ comitissæ) e del Conte di Besalú, Bernardo I di Cerdanya.

Berengario da Garsenda ebbe quattro figli:
- Raimondo[15] († 1080 circa), Visconte di Narbona[16];
- Bernardo[15] († prima del 1077), Visconte di Narbona;
- Pietro[15] († 1089), arcivescovo di Narbona[18];
- Rixenda († dopo il 1070), sposata con Riccardo II de Millau[19](1000 - 1051).

### Fonti primarie
- (LA)  Histoire générale de Languedoc avec notes et pièces justificatives, Volume 5.

### Letteratura storiografica
- (LA)  Los Condes de Barcelona vindicados, volume II
- (LA)  (FR)  Jacqueline Caille. Vicomtes et vicomté de Narbonne, Des origines au début du xiiie siècle.
- (FR)  Thierry Stasser, "La maison vicomtale de Narbonne aux Xe et XIe siècles", Annales du Midi, v. 204, 1993.